# 103 (getal)
103 is het natuurlijke getal volgend op 102 en voorafgaand aan 104.

## In de wiskunde
Honderdendrie is
- het zevenentwintigste priemgetal
- het vijfde irreguliere priemgetal

## Overig
103 is ook:
- het jaar 103 v.Chr. of het jaar 103
- het vluchtnummer van de PanAm vlucht 103, die boven Lockerbie (Schotland) neerstortte
- het atoomnummer van het scheikundig element Lawrencium (Lr)
- het aantal soorten kraaien